# Explorers Grand Slam
Der Explorers Grand Slam (auch Adventurers Grand Slam) ist eine alpinistische Challenge (Herausforderung) für Abenteurer und Extremsportler, die üblicherweise aus der Besteigung der Seven Summits sowie dem Erreichen von Nord- und Südpol aus eigener Kraft besteht. Die darin enthaltene Kombination aus dem Erreichen der beiden Pole und einer Besteigung des Mount Everest wird auch als Three Poles Challenge bezeichnet.

## Definition
Es existiert keine allgemeingültige Definition des Begriffs „Explorers Grand Slam“. Als Konsens gilt in Abenteurer- und Bergsteigerkreisen das Besteigen der höchsten Gipfel aller sieben Kontinente (Seven Summits) sowie das Erreichen des nördlichsten und südlichsten Punktes der Erde. Ryan Waters bemühte sich erfolglos um eine Standardisierung des Grand Slam, die weder die Royal Geographical Society noch der exklusive Explorers Club bis heute vorgenommen haben. Ein Problem seien auch fachfremde Medien, die mehr an Human-Interest-Geschichten als an echter Recherche interessiert wären und alle Arten von Grand Slams über einen Kamm scherten.
Uneinigkeit herrscht zuweilen vor allem darüber, wie die beiden Pole erreicht werden sollen. Vanessa O’Brien, Fellow der Royal Geographical Society und 2013 selbst Absolventin des Grand Slam, führte daher als Mindestanforderung einen Expeditionsstart bei 89° geographischer Breite (Last Degree) ein, was einer Strecke von etwa 111 km zum Nord- bzw. Südpol entspricht. Auf ihrer Website listet sie 63 Leute auf, die die Challenge erfolgreich abgeschlossen haben.

## Geschichte

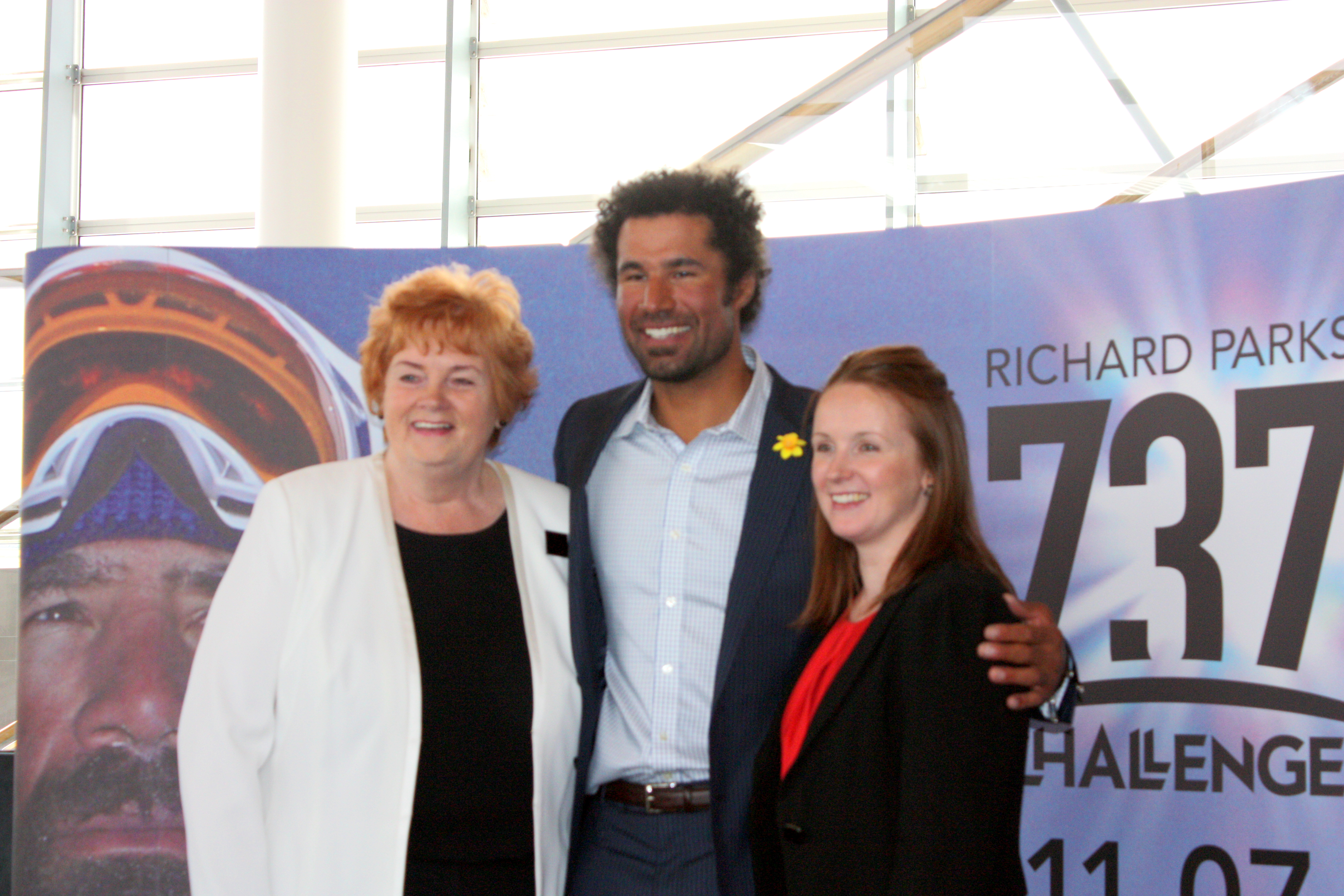
Richard Parks absolvierte den EGS 2011 als erster innerhalb eines Jahres.

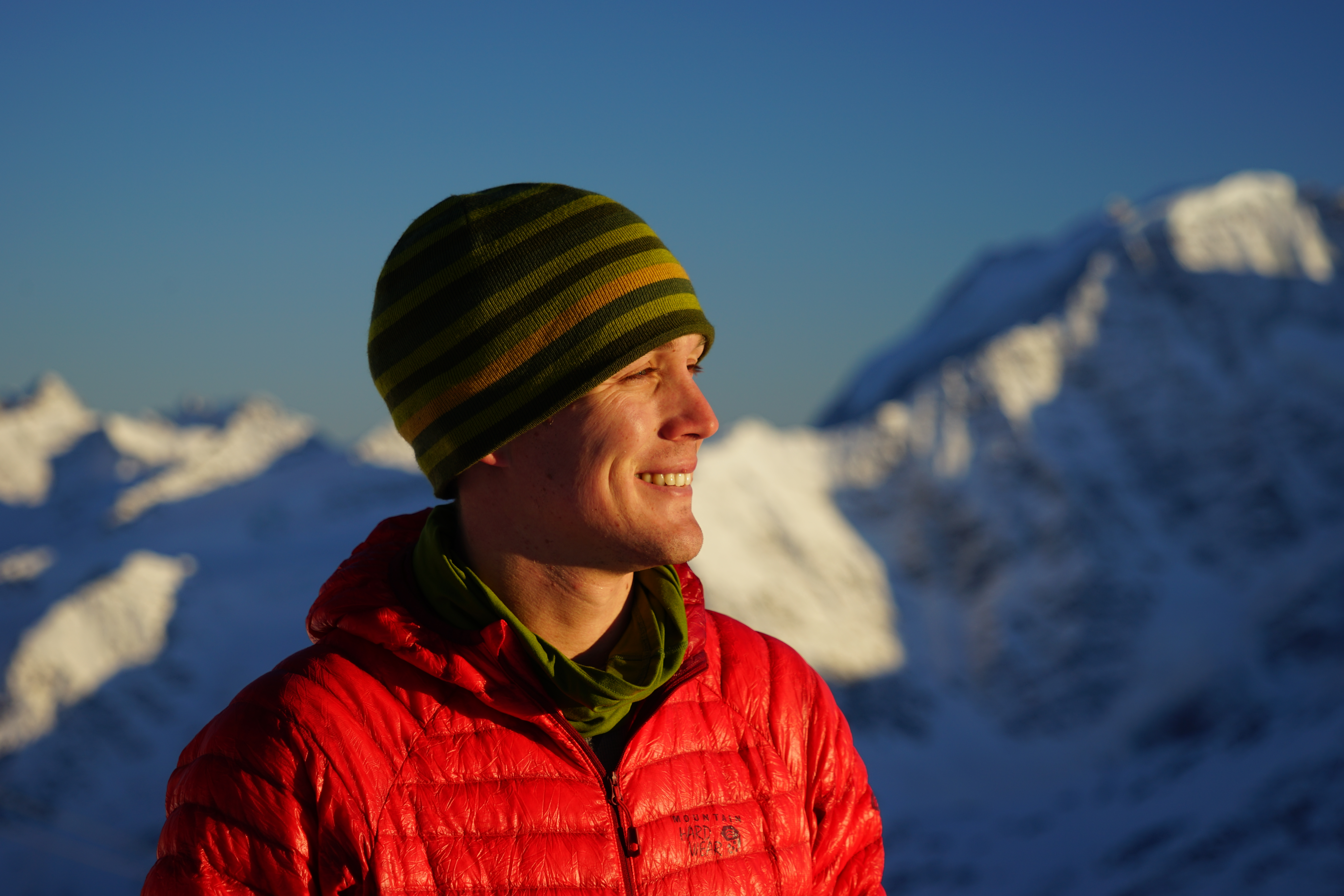
Colin O’Brady stellte 2016 in 139 Tagen einen neuen Weltrekord auf.

Bevor jemand daran dachte, einen Explorers Grand Slam einzuführen, entwickelte der US-Amerikaner Dick Bass Anfang der 1980er-Jahre die Idee, die Seven Summits zu besteigen. In den Jahren 1983 und 1985 gelang ihm dies schließlich als erstem Menschen. Reinhold Messner schlug später vor, anstelle des Mount Kosciuszko die Carstensz-Pyramide als höchsten Gipfel Australiens anzusehen.

### Three Poles Challenge
Der erste Mensch, der nachweislich alle drei „Pole“, neben dem nördlichsten und südlichsten also auch den höchsten Punkt der Erde, aus eigener Kraft erreichen konnte, war der Norweger Erling Kagge. Nachdem er den Nordpol 1990 und den Südpol 1993 jeweils auf Skiern erreicht hatte, bestieg er am 8. Mai 1994 den Mount Everest. Später schloss er auch den Explorers Grand Slam ab.

### Meilensteine und Rekorde
Das Guinness-Buch der Rekorde verzeichnet den Briten David Hempleman-Adams als ersten Bergsteiger, der den „Adventurers Grand Slam“ komplettieren konnte. Hempleman-Adams bestieg 1980 den höchsten Berg Nordamerikas Mount McKinley und schloss den Grand Slam im Mai 1998, begleitet von Rune Gjeldnes, mit einer Expedition zum Nordpol ab. Außerdem besuchte er beide magnetischen Pole.
Eine besondere Art des Grand Slam bewältigte der Südkoreaner Park Young-seok, der zusätzlich zu den Seven Summits und der Three Poles Challenge alle 14 Achttausender bestieg. Sein erster Gipfel war 1993 der Mount Everest, im April 2005 erreichte er abschließend den Nordpol. Das Guinness-Buch bezeichnet diese Leistung schlicht als „Explorers Grand Slam“, wohingegen Vanessa O’Brien von einem „True Explorers Grand Slam“ spricht. Bisher konnte nur der Chinese Zhang Liang dieses Kunststück wiederholen, aufgrund einer unklaren Längenangabe zu seiner Nordpolexpedition gilt dies jedoch als umstritten.
Dem ehemaligen walisischen Rugbyspieler Richard Parks gelang es 2011 als erstem Menschen, den Grand Slam innerhalb eines Jahres zu absolvieren – er benötigte dafür knapp sieben Monate. Die Chinesin Wang Jing schloss die Challenge 2014 binnen 142 Tagen ab, der US-Amerikaner Colin O’Brady war 2016 noch einmal um drei Tage schneller. Zur jüngsten Absolventin kürte sich im April 2017 die Japanerin Marin Minamiya im Alter von 20 Jahren und 114 Tagen. Als erste Deutsche schloss Julia Schultz den Explorers Grand Slam im Mai 2017 ab.
Unter dem Projektnamen Adaptive Grand Slam hat sich eine Gruppe von bein- und armamputierten Bergsteigern zum Ziel gesetzt, den Grand Slam erstmals vollständig als Parasportler zu bewältigen.

## Bekannte Absolventen
- David Hempleman-Adams (1980–1998)
- Erling Kagge
- Fjodor Konjuchow
- Park Young-seok (1993–2005)
- Cecilie Skog (2004–2007)
- Richard Parks (2011)
- Vanessa O’Brien (2012–2013)
- Wang Jing (2014)
- Masha Gordon (2015–2016)
- Colin O’Brady (2016)
- Victor Vescovo